# Šerlich
Szerlich (cz. Šerlich, niem. Scherlich) (1025 m n.p.m.) – graniczny szczyt na głównym grzbiecie Gór Orlickich (Sudety Środkowe). Leży na europejskim dziale wodnym pomiędzy zlewiskami Morza Bałtyckiego i Morza Północnego. Zbocza z polskiej strony ponad wsią Zieleniec częściowo porośnięte są kulturami świerkowymi, a częściowo zajęte przez tereny narciarskie. Na zboczach liczne zatorfienia i młaki z cenną roślinnością torfowiskową.
Około 600 m na południe od szczytu znajduje się czeskie schronisko turystyczne Masarykova chata. Na wschodnich i północno-wschodnich stokach góry znajdują się 3 wyciągi narciarskie.
Przy górnej stacji wyciągu na Šerlich planowana jest budowa 30-metrowej wieży widokowej w formie kilkusetmetrowej ścieżki z platformą widokową w kształcie latającego spodka na szczycie. Droga na szczyt wieży widokowej ma być dostępna dla osób niepełnosprawnych i mieć sześć przystanków edukacyjnych na temat ochrony przyrody.

## Szlaki turystyczne
Przez szczyt prowadzi czeski szlak turystyczny:
 – czerwony z Nového Města nad Metují do Jablonného nad Orlicí, zwany Jiráskova cesta